# Odontopyge simplex
Odontopyge simplex är en mångfotingart som först beskrevs av Chamberlin 1927.  Odontopyge simplex ingår i släktet Odontopyge och familjen Odontopygidae. Inga underarter finns listade i Catalogue of Life.